# فالتر كولمان
فالتر كولمان (بالألمانية: Walter Kollmann)‏ (مواليد 17 يونيو 1932) هو لاعب كرة قدم. يلعب مع منتخب النمسا لكرة القدم. سبق له أن لعب في كأس العالم لكرة القدم مع منتخب بلاده.

## مسيرته الكروية
لعب فالتر كولمان خلال مسيرته الاحترافية مع ناديين في عشرة مواسم ولم يسجل خلالها أي هدف ضمن 206 مباراة. ولم يفز بأي موسم بالكأس أو بالدوري.
خاض فالتر كولمان مسيرته مع واكر فيينا ‏ في موسم 1951–52 ليلعب معه تسعة مواسم، مشاركًا في 202 مباراة ولم يسجل أي هدف. ثم انتقل إلى نادي فينر في موسم 1960–61 لمدة موسم واحد، حيث شارك في 4 مباريات ولم يسجل أي هدف أيضًا.

## روابط خارجية
- فالتر كولمان على موقع الاتحاد الدولي (مؤرشف)  (الإنجليزية)
- فالتر كولمان على موقع قاعدة بيانات كرة القدم.إي يو (الإنجليزية)
- فالتر كولمان على موقع ناشيونال فوتبول تيمز (الإنجليزية)
- فالتر كولمان على موقع Soccerway.com (الإنجليزية)
- فالتر كولمان على موقع عالم كرة القدم.نت (الإنجليزية)
- فالتر كولمان على موقع أوليمبيديا (الإنجليزية)